# Messenger Plus! Live
Messenger Plus! Live er et program, man kan installere for at udvide chatprogrammet Windows Live Messenger's udvalg af funktioner.
Ved at acceptere at installere "sponsorprogrammer" ved start risikerer man, at installeren indlæser spyware på maskinen. Derfor anbefales det kraftigt, på trods af installerens anbefalinger, IKKE at installere sponsorprogrammet, da Messenger Plus! Live foruden dette er en fuldstændigt spywarefri tilføjelse til Windows Live Messenger.

## Funktioner
Messenger Plus! Live tilføjer mange forskellige funktioner til Windows Live Messenger. En kort gennemgang findes herunder.
- Automatisk integration

Messenger Plus! Live integrerer sig automatisk i Windows Live Messenger, således at brugeren efter installationen blot skal starte chatprogrammet som før. Desuden opdaterer Messenger Plus! Live sig selv, så heller ikke på dette punkt skal brugeren kende til teknikken bag programmet
- Fanebladssamtaler

Mulighed for at gruppere samtalevinduer.
- Tilføjelser

Mulighed for let at downloade og installere små tilføjelser. Tilføjelserne kan have funktioner rækkende fra autobeskeder til musikinformering og kan, med en grundlæggende forståelse af programmering, skrives af brugeren selv.
- Tekstformattering

Mulighed for at ændre skriftfarve midt i en tekst og tilføje andre former for formatering.
Bemærk: Formatteret tekst kan ses som enkle koder for modtagere uden Messenger Plus! Live.
- Logbog

Udvidede muligheder for logbogsførsel over samtaler.
- Messenger-lås

Mulighed for at låse og skjule chatprogrammet med en enkelt tastekombination.
| Software | Spire Denne artikel om software og programmering er en spire som bør udbygges. Du er velkommen til at hjælpe Wikipedia ved at udvide den. |